# Molí fariner d'en Coll
El Molí fariner d'en Coll és una obra d'Olèrdola (Alt Penedès) inclosa a l'Inventari del Patrimoni Arquitectònic de Catalunya.

## Descripció
Molí fariner de grans dimensions que amenaça ruïna total. Encara es poden veure parts dels quatre pisos en què s'estructurava. Plana inferior o soterrani de planta rectangular, gairebé tota excavada a la roca.
El molí fariner utilitzava l'aigua de la riera com a font d'energia natural. L'aigua de la riera era canalitzada fins a la bassa que hi ha al costat del molí. La bassa que servia per emmagatzemar l'aigua aconseguia regular-ne la pressió. La bassa del molí de can Marqués disposa d'un pou, ubicat en un extrem i tocant a la paret del molí. El pou és un conducte vertical circular amb una obertura petita al fons per la qual l'aigua surt a pressió sobre el rodet.
Sota l'obrador s'obre un espai - el carcabà- on volta una turbina rudimentària - el rodet - i on l'aigua té sortida cap a un altre molí a través d'un canal.
El mecanisme d'aquest molí era molt senzill. L'aigua del pou queia amb força sobre la turbina fent-la girar; Aquí es produïa la transformació de l'energia hidràulica en energia mecànica, la pressió de l'aigua es convertia en moviment rotatori. Aquest moviment es transmetia a través d'un eix a la mola superior que girava a sobre d'una altra de fixa. Entremig de les dues moles hi havia el blat per a ser molt
A la part exterior, a la cantonada nord hi ha un carreu amb la data "1740".

## Història
Els primers documents sobre aquest molí daten de l’any 1348 on un tal Guillem Carbonell, d’ofici pellisser i de Vilafranca, en el seu testament fa una deixa a Elisenda, muller de Pere Burdic, d’una terra situada a “…prop del molí de Jaume de Coll…” Aquest Jaume Coll era fill del Cavaller vilafranquí Bernat Coll. Els Coll del segle XIV tenien un important prestigi social i patrimonial. A partir d’aquí comença la història d’aquest molí en el qual successivament s’hi instal·len altres moliners. El següent en habitar-lo i que en tinguem referència és Antoni Cirera el qual ja surt esmentat a principis del Segle XV, concretament al 1407. Un document ja parla de que “…a prop de la Pedrera, hi ha el molí de Jaume de Coll, ara d’Antoni Cirera…”  En va ser el moliner fins l’any 1413 i a més a més en el seu testament aclareix un altre ofici que era el de ballester.
El proper que se’n va fer càrrec i que tinguem constància va ser el moliner dels monjos del qual no tenim el nom però sabem que hi va viure del 1476 al 1487, any en què el molí passa a mans de Pere Oller de Viladellops que el va arrendar al preu de 8 lliures i 2 sous.
Més endavant ja trobem documents del 1513 en el qual el càrrec de moliner l’ocupa Joan Pallarès que estava casat amb la Joana Oller i que era filla de l’anterior moliner, en Pere Oller de Viladellops. Joan Pallarès havia estat moliner del Catllar i ara vivia al Molí d’en Coll. En uns capítols llegim la donació de Joan Pallarès a la seva filla Càndia de l’heretat del Molí d’en Coll.
Posteriorment del 1525 fins al 1541 el molí passa a mans de Jaume Palau, conjuntament amb la seva muller Càndia Pallarès, filla de l’anterior moliner Joan Pallarès.
El següent habitant del molí del qual se’n té constància és Miquel Mestre, que el va habitar durant un any (1543-1544). Aquest posseïa dues terres situades a la quadra de Moja, a prop del molí i el qual constituïa el límit a la part est on el rec del molí feia de llindar amb les altres terres. Aquestes terres les posseïa per l’establiment que li feu Jaume Palau, la seva muller i el fill d’aquest l’any 1543. Referent a aquest període existeix un document de l’any 1544 i que a continuació reproduïm i en el qual es confirma aquesta informació: “…Miquel mestre, habitant al molí del Coll…”
Més tard, l’any 1570 Francesc Soler i la seva filla Montserrat, familiars del moliner dels Monjos Antoni Soler, fan un inventari dels béns mobles que tenen en el molí i els voltants. Ens diu que hi ha una petita fortificació, és a dir un baluard, un cup, una cambra que mira el baluard i una altra cambra. Aquests espais citats serien els corresponents a l’habitatge del moliner. L’inventari continua anomenant parts del mecanisme: una mola no gaire bona, perforada, un riscle i finalment un torn. Molt probablement hi havia altres parts del molí que no apareixen en l’inventari.
Posteriorment arriben al molí els Raventós, els quals hi romandran durant més d’un segle (1598-1714), és a dir seran els que més temps viuran en el molí traspassant-se’l de generació en generació. Al final d’aquest període, segons els documents consultats el moliner Bernat Ràfols de Castellet signa uns pactes amb el del Molí d’en Coll, Francesc Raventós per ajudar-se mútuament amb les feines dels molins. Mitjançant aquests pactes, Francesc Raventós arrenda per tres anys a Bernat la casa i heretat del Molí d’en Coll amb totes les terres i possessions i a canvi el Bernat tindrà l’obligació de netejar les seixanta passes que hi ha entre la riera i el Molí d’en Coll perquè hi pugui passar l’aigua. A més a més Francesc Raventós es reserva una cambra a la dita heretat. Francesc li recorda a Bernat que “…has de moldre segons costum i de bon moliner com fins ara tenien els parroquians del terme…”
Malauradament hi ha un període que s’allarga fins a 1810 del qual no existeix documentació. En aquest any apareix com a moliner Ramon Martorell que escriu un inventari del molí amb els següents elements: una entrada, un estable amb un parell de bous i una burra, una cuina, un rebost amb vi i vinagre, un cup a fora, un celler amb vuit botes, portadores amb deu gallines, una sala, la cambra del darrere, el rebost de dalt, una botiga on hi ha sègol, blat, ordi, mestall, faves i civada.
A partir de 1860, els Plans van ser els masovers del Molí d’en Coll. La família formada per Antoni Plans Genestós, la seva dona Antònia Casajoana Fabré i els seus sis fills, que s’hi van instal·lar aquell any. [2]